# 노안남초등학교 학산분교
노안남초등학교 학산분교는 대한민국 전라남도 나주시 노안면 도산길 4 (학산리)에 있었던 초등학교 분교이다.

## 연혁
- 1936년 4월 30일 노안공립보통학교 부설 도산간이학교 개교
- 1943년 4월 1일 노안동공립국민학교 인가
- 1963년 1월 1일 동산분교장 인가(7학급)
- 1994년 9월 1일 노안남초등학교 학산분교장으로 격하
- 1997년 2월 28일 노안남초등학교로 통폐합